# Torre de les Aigües
La Torre de les Aigües es una casa situada en el barrio de Palou, perteneciente a la ciudad de Granollers, Cataluña.

## Historia
Se trata de un casal fortificado del siglo XV, muy transformado, y declarado bien cultural de interés nacional.
En el siglo XV pertenecía a la familia Junyent, personajes destacados hasta el año 1701. Su denominación se debe a la imagen de la Virgen de las Nieves, figura que hasta 1936 se podía encontrar en la capilla. Esta era denominada por los campesinos "Virgen de las Aguas", debido a las plegarias que se le hacían pidiendo la lluvia.